# Centre pour l'action non violente
Pour les articles homonymes, voir Cénac.
Notes
« Centre Martin Luther King » jusqu'en 2004
Le Centre pour l'action non violente (CENAC) est une association suisse créée en 1968 sous le nom Centre Martin Luther King (CMLK) par la branche suisse romande du Mouvement international de la réconciliation. Le nom a été donné en hommage à Martin Luther King, chef de file du mouvement pour les droits civiques aux États-Unis, assassiné quelques mois auparavant.
Le Centre pour l'action non violente est de mouvance gandhienne dans le sens où l'action non violente est centrale, que la fin se trouve dans les moyens et que la dimension politique est prise en compte.

## Activités

### Formation
La non-violence est vue comme une dynamique permettant de vivre les conflits comme des occasions de construire des relations plus justes et plus équilibrées, d’utiliser la combativité pour progresser dans la vie, sans blesser ni se laisser blesser. Le centre propose des formations et des ateliers utilisant diverses méthodes comme : jeux de rôles, exercices, travail de groupe, théâtre-forum, images, etc. « Les formations du CENAC nous permettent de nous réapproprier et de réinventer notre pouvoir au niveau personnel et collectif ».
Après avoir été centrée sur l'action non violente, la formation « s'est réorientée vers la résolution de conflits. Mais nous n'avons pas fini de redonner un contenu politique à ces formations souvent trop limitées à la sphère privée. L'enjeu principal est donc de pouvoir allier le personnel et le politique au cœur d'une pensée non violente », témoigne un membre actif.

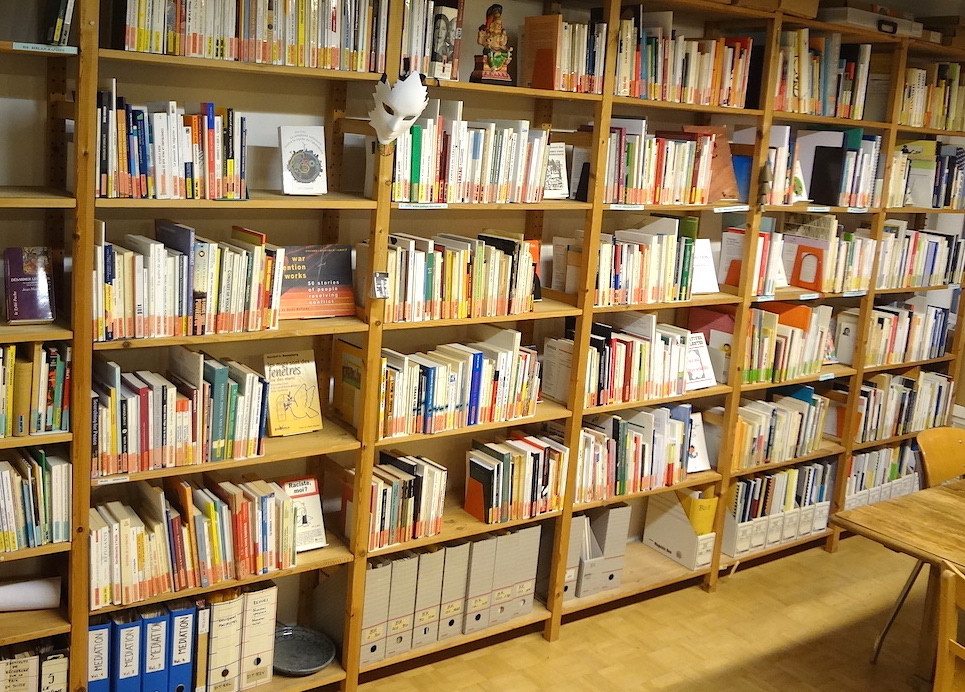
La bibliothèque à Lausanne.

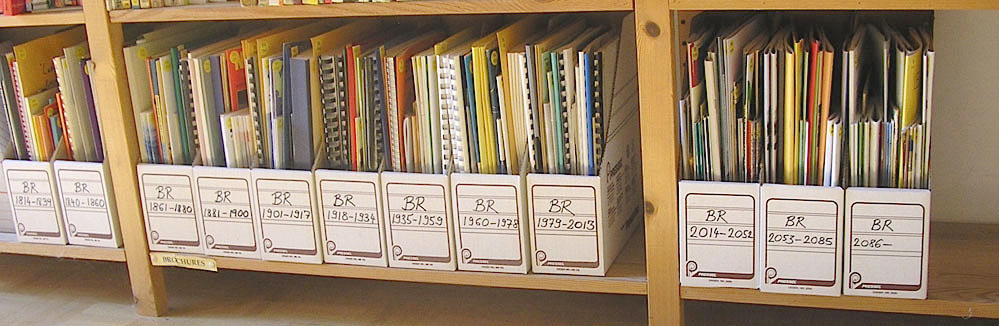
Série de brochures cataloguées.

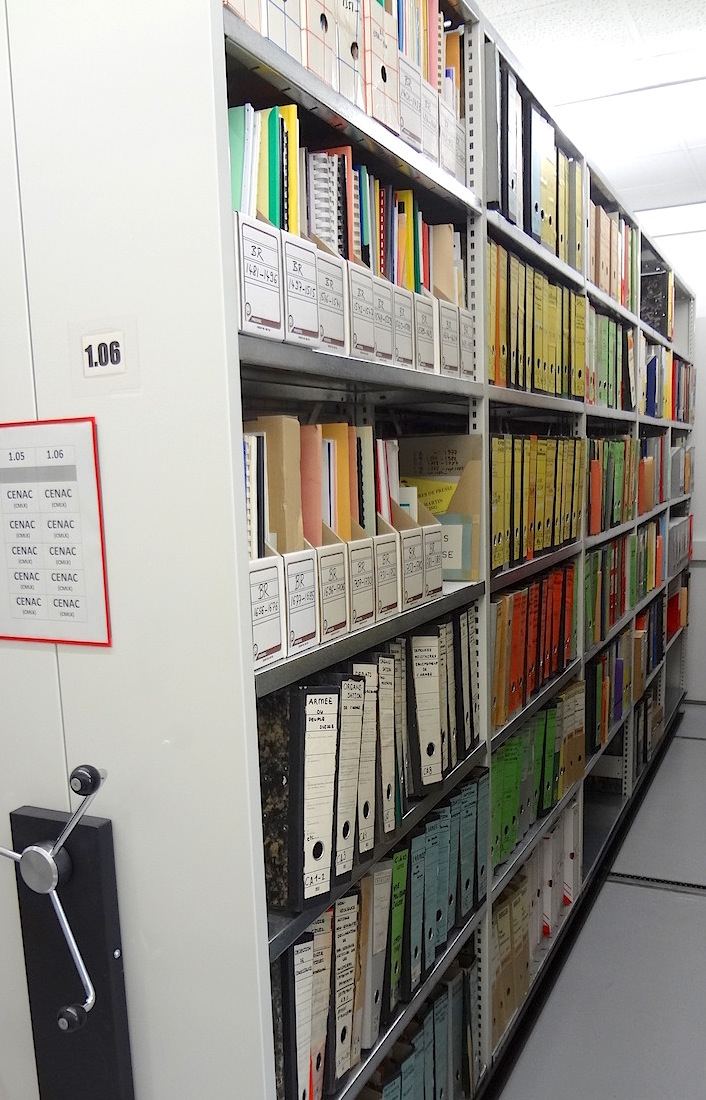
Les archives à La Chaux-de-Fonds.

### Documentation
Le centre de documentation réunit une bibliothèque ouverte au prêt et des archives. Les principaux domaines abordés sont la non-violence, son histoire, sa philosophie et ses modes d'action ; l'éducation à la paix ; la résolution non violente des conflits ; l'objection de conscience et le service civil ; l'antimilitarisme et le pacifisme. 
Les archives réunissent des documents sur des groupes et associations, surtout du mouvement non violent suisse-romand, depuis les années 1960.
Le catalogue informatisé et accessible en ligne contient en 2017 plus de 11 500 notices. Les deux tiers des documents sont archivés à la Bibliothèque de la Ville de La Chaux-de-Fonds, dans les archives d'associations.

### Service civil et objection de conscience
En Suisse, il existe un service civil comme alternative au service militaire depuis 1996. 
Auparavant le Centre Martin Luther King était concentré sur le soutien aux objecteurs de conscience : rédaction de la lettre de refus avant le procès, actions publiques lors des procès (tribunaux militaires), finalement contact avec les objecteurs dans les prisons. Il voulait faire connaître la problématique de l'objection de conscience et participer aux initiatives visant à un changement de la législation et à la mise en place d'un service civil.
Parallèlement à l'objection de conscience au service militaire s'est développée l'objection aux impôts militaires et en particulier à la taxe militaire (« taxe d'exemption de l’obligation de servir ») touchant les  hommes ne remplissant pas leurs obligations militaires. Des membres du Centre Martin Luther King se sont retrouvés autour de ce thème et ont organisé des actions communes.
Un réseau de personnes assurant des permanences dans plusieurs cantons de Suisse romande aident les candidats au service civil dans leurs démarches.

### Promotion
Le centre organise des conférences, par exemple avec Jean-Marie Muller, Jean Goss, Joseph Abileah (de), Moubarak Awad, Jean-Baptiste Libouban. Une tournée à vélo eut lieu en 1988 à l'occasion du 20e anniversaire de la fondation du CMLK. Plusieurs campagnes de soutien à l'objection de conscience se sont aussi faites à vélo.
Il organise également des expositions interactives et pédagogiques : « Un poing c'est tout ? » en 2000-2003, « Ni hérisson, ni paillasson » en 2004-2012, « Ne pas rester les bras croisés » (2012-2014).
Un film sur le service civil a été réalisé en 1998.
Le centre publie des brochures grand public : La transgression des règles : osons agir ! en 2004 (10 000 exemplaires), dans le cadre de la campagne « L'éducation est l'affaire de tous » lancée par la Ville de Lausanne; Le conflit : entrez sans frapper en 2005 (15 000 exemplaires), « réalisée avec la collaboration de jeunes avec l'espoir d'inciter à la créativité face au conflit [...] Diverses pistes de réflexion et d'actions concrètes sont proposées, plutôt que des solutions toutes prêtes. ».

## Historique

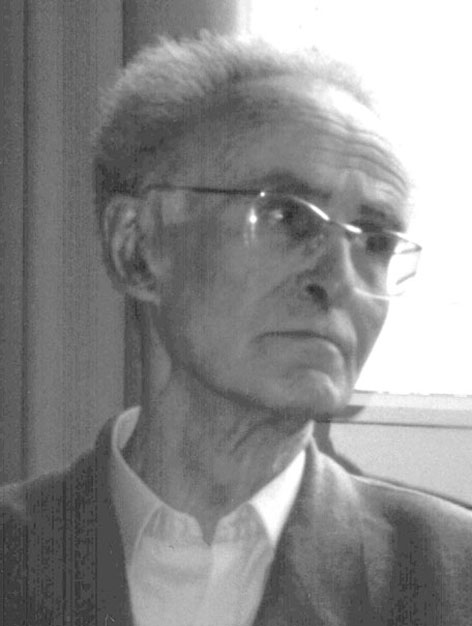
Michel Grenier en 1996

La création du Centre est étroitement liée à la branche suisse romande du Mouvement international de la réconciliation (MIR), dont le secrétaire était alors Michel Grenier (1915-1997). L'idée de lui donner le nom de Martin Luther King a germé au cours d'une marche silencieuse commémorant sa mort.
Outre le MIR, ont participé à la création du Centre Martin Luther King, les Amis de l'Arche de Lanza del Vasto, la Société religieuse des Amis (quakers), et l'Internationale des résistant(e)s à la guerre (IRG).
Le 1er novembre 1968 s’ouvre « le bureau de liaison et de documentation en vue d'un futur Centre International Martin Luther King, école de non-violence pour la justice, la réconciliation et la paix, lieu de rencontre et de formation ». 
Le Centre se trouve de 1968 à 1997 à l'avenue Béthusy à Lausanne, dans une villa située dans un parc, dont les propriétaires avaient accueilli Lanza del Vasto lors d'un passage à Lausanne. Il aurait dit que c'était en ce lieu que le futur centre devrait se situer. Jusqu'en 1972, l'histoire du CMLK et celle du MIR romand ne font qu'une, le secrétaire Michel Grenier travaillait alors à 40% pour le MIR et à 60% comme pasteur. 
La Fédération romande des mouvements non-violents (FRMNV) est créée en 1972, car le secrétariat du MIR ne parvient plus à suivre le développement du Centre. Fritz Tüller (alors secrétaire de l'IRG) a suggéré la création de cette nouvelle structure avec pour secrétariat le CMLK. Le Centre prendra rapidement son indépendance, la Fédération est active séparément dans les années 1980, puis elle est finalement dissoute en 1995.
Dès le début de l'existence du CMLK, l'objection de conscience fait partie de ses centres d'intérêt, avec des actions telles des campagnes de refus des impôts militaires ou des animations de groupes d'objecteurs. 
En 1982 naît l’idée de former des conseillers bénévoles pour les objecteurs, qui sont aptes à décentraliser ce service dans la Suisse romande ; c’est le réseau COC (Conseil aux objecteurs de conscience).
Le Centre se trouve longtemps dans les mêmes locaux que la revue Combat non-violent qui devient Le Rebrousse-Poil. Le secrétariat de l'Internationale des résistant(e)s à la guerre (IRG), branche suisse romande, se trouve aussi au même lieu. En 1983 ce sera le secrétariat de la campagne du Jeûne international pour la vie (JIPV) qui partagera les locaux. Une collaboration étroite lie les permanents de ces associations.
Le secrétariat du Centre participe au lancement de plusieurs nouvelles associations : les Brigades de paix internationales (PBI) en Suisse romande en 1984 ;  une étude sur la médiation participera à la création des associations genevoise et vaudoise pour la médiation de voisinage en 1993 ; soutien à la création de Causes communes Vaud en 1995 (soutien à la ville d'Osijek en Croatie).
Le catalogue de la documentation du Centre a été informatisé en 1996. Dès 2010, il est accessible en ligne.
De 1995 à 2005, le CMLK s'associe avec les Brigades de paix internationales et le Mouvement international de la réconciliation pour co-organiser un programme de formation à la non-violence. Dès 2006 se programme est fait en partenariat avec les Brigades de paix internationales et l'Association vaudoise pour la médiation de voisinage ; dès 2010 avec PBI, Greenpeace et le Bureau cantonal pour l'intégration des étrangers et la prévention du racisme (du canton de Vaud).
Le CMLK doit déménager en 1997 et partage dès lors des locaux avec d'autres associations à la rue de Genève 52, toujours à Lausanne. La surface disponible devient quatre fois plus petite, les trois quarts de la documentation sont confiés à la Bibliothèque de la Ville de La Chaux-de-Fonds (BVCF) et une partie des fonds est détruite (y compris de nombreuses collections de périodiques).
Fin 2004, le Centre Martin Luther King change de nom pour devenir le Centre pour l'action non violente (CENAC).
Liste des secrétaires de 1968 à 2017 : Michel Grenier (aussi secrétaire du MIR romand), Claire-Annette Aerny, Michel Froidevaux, Alain Lenoir, Jean-Claude Hennet (IRG), Pascal Tharin (FRMNV), Roland Wiget, Michel Mégard, Jean-Frédéric Rosselet, Jean-Philippe Jeannerat, Raymond de Morawitz (Formation), Alain-Yan Mohr (JIPV), Philippe Beck,, Jean-Marc Trottet, Florence Godoy, Jean-Daniel Forestier, Anne-Claude Liardet, Patricia Meystre, Urs Geiser, Loyse-Claire Rochat, Jean-Luc Portmann, My-Phuoc Durous, Christine Butet, Daniel Studer, Stéphanie Perrin, Martin Christian Bühler, Antonia Leresche, Johnny Walther, Béatrice Crabbé-Béguin, Yvan Bourquard, Jean Grin, Roger Gaillard, Sandrine Bavaud, Pascale Schuetz, Rachel Gillard-Miaz, Emilie Aubert, Nicolas Morel Vust, Cathy Rime, Lucienne Erb, Aurélie Hofer. Le CENAC n'a plus de secrétariat salarié depuis décembre 2017.

## Périodiques
Périodiques issus du CMLK/CENAC : Feuille d'information du Centre Martin Luther King : organe de la Fédération romande des mouvements non-violents (FRMNV), trimestriel (1981-1985), devient K comme King, cinq fois par an (1986-1998), puis Terres civiles : la non-violence au quotidien, trimestriel (1998-2012). Par ailleurs une feuille intitulée Objecteurs – Info a paru de 1992 à 1995.
Périodiques étroitement liés au secrétariat du CMLK, mais indépendants : Combat non-violent mensuel (1972-1977), devient Le Rebrousse-Poil (1978-1984), puis RP-mensuel (1984-1985).

## Publications
- Des bénévoles s'engagent pour la non-violence : 2011 - année du bénévolat, 2011, 28 p.
- Actions non violentes : repères pratiques, d’après l’exposition « Ne pas rester les bras croisés », 2014 (revu et augmenté 2015), 23 p. [lire en ligne][PDF]
- Le conflit : entrez sans frapper,  illustrations de Joël Boucheteil, 2005, 19 p. [lire en ligne][PDF] S'adresse plus particulièrement aux jeunes en formation professionnelle.
- La transgression des règles : osons agir !, illustré par Nicolas Peter, 2004, 14 p. [lire en ligne][PDF]
- Du bon usage des conflits ! : Petite bibliographie commentée : À l'usage des enseignants, parents, animateurs, éducateurs, formateurs ... et de chacun-e de nous, CENAC, 2000, 19 p.
- Objecter, pourquoi ? comment ?, CMLK, 1981, 59 p., rééditions en 1991 et 1995

Historiques
- Michel Mégard, Fondation du Centre Martin Luther King (CMLK), 2018, 9 p. [lire en ligne] [PDF]
- « Le CMLK/Cenac en quelques dates et photos : 1968-2008 : Quarante ans d'action non violente en Romandie », 2008, 16 p. (Terres civiles, n° 40, février 2008)
- « 35 ans du CMLK : Récits, témoignages, archives », CMLK, 2004, tirés à part des numéros 26 et 27 de Terres Civiles, sept. et déc. 2004 [lire en ligne] [PDF]
- Centre Martin Luther King pour l'action non violente : 20 ans, CMLK, 1988, 46 p.
- Philippe Beck, La paix au quotidien, CMLK, 1984, 63 p.